# Miturga fagei
Miturga fagei là một loài nhện trong họ Miturgidae.
Loài này thuộc chi Miturga. Miturga fagei được Gábor von Kolosváry miêu tả năm 1934.